# Gare de Saint-Michel – Valloire
Gare de Saint-Michel - Valloire – stacja kolejowa w Saint-Michel-de-Maurienne, w departamencie Sabaudia, w regionie Owernia-Rodan-Alpy, we Francji. 
Jest stacją Société nationale des chemins de fer français (SNCF), obsługiwaną przez pociągi TGV i TER Rhône-Alpes. Jest też ważną stacją towarową sieci Fret SNCF.

## Położenie
Znajduje się na wysokości 711 m n.p.m., na km 220,364, na pomiędzy stacjami Saint-Jean de Maurienne - Vallée de l'Arvan i Modane.